# L'Homme qui aimait les rousses
Pour plus de détails, voir Fiche technique et Distribution.
L'Homme qui aimait les rousses (The Man Who Loved Redheads) est un film britannique réalisé par Harold French, sorti en 1955.

## Fiche technique
- Titre original : The Man Who Loved Redheads
- Titre français : L'Homme qui aimait les rousses
- Réalisation : Harold French
- Scénario : Terence Rattigan d'après sa pièce
- Direction artistique : Paul Sheriff
- Photographie : Georges Périnal
- Montage : Bert Bates
- Musique : Benjamin Frankel
- Pays d'origine : Royaume-Uni
- Durée : 100 minutes
- Genre : comédie
- Date de sortie : 1955

## Distribution
- Moira Shearer : Sylvia / Daphne / Olga / Colette
- John Justin : Mark St. Neots, Lord Binfield
- Roland Culver : Major Oscar Philipson
- Gladys Cooper : Caroline, Lady Binfield
- Denholm Elliott : Denis
- Harry Andrews : Williams
- Patricia Cutts : Bubbles
- Moyra Fraser (en) : Ethel
- Kenneth More : Narrateur (voix)